# Il vagabondo (film 1916)
Il vagabondo (The Vagabond) è un cortometraggio del 1916 interpretato, diretto e prodotto da Charlie Chaplin. Il film non è da confondere con Charlot vagabondo, del 1915.

## Trama
Il vagabondo si guadagna da vivere suonando il violino. Appostato all'entrata del bar, esegue con trasporto il proprio repertorio, ma contemporaneamente un'orchestrina si apposta davanti all'altro ingresso del locale ed inizia la propria esibizione ignara del collega già in attività. Questi terminata la propria esibizione entra a riscuotere l'obolo dagli avventori che generosamente lo ripagano pensandolo un suonatore dell'orchestrina; quando il direttore di questa, a sua volta, passa tra gli avventori col cappello in mano per riscuotere, si sente rispondere che già gli è stato dato e individuato in Charlot il rivale usurpatore non esita ad aggredirlo estendendo ben presto la rissa a tutto il locale.
Fuggito dalla spiacevole situazione, vagabondando in aperta campagna, Charlot si imbatte in un accampamento di zingari, il cui capo ed una vecchia megera sono intenti a picchiare una povera ragazza (da loro rapita in tenera età e tenuta in schiavitù); i due malvagi si allontanano e la ragazza scoppia a piangere, quando sopraggiunge Charlot che, sfoderato il suo violino, si produce nella sua esibizione, aspettandosi una ricompensa dalla ragazza; al suo diniego però, sta per allontanarsi, quando questa lo trattiene invitandolo ad esibirsi per lei regalandole un attimo di gioia. Il trasporto dell'esecuzione lo farà cadere più volte nella tinozza dove la sfortunata stava lavando alcuni stracci, inzuppandosi ma portando a termine il suo spettacolo. Sopraggiungono il capo e la vecchia strattonando la ragazza e colpendola con un bastone scatenando la reazione del vagabondo che con l'astuzia riesce ad avere la meglio sull'intero gruppo di zingari fuggendo con la ragazza a bordo di uno dei loro carri. Fermatisi a distanza di sicurezza, tra i due si stabilisce un castissimo rapporto di mutuo soccorso, lui le insegna come raccogliersi i capelli e l'aiuta a riscoprire la sua dignità di fanciulla nello splendore della sua giovinezza e bellezza, lei cucinerà per lui.
Allontanandosi per riempire il secchio d'acqua, la ragazza si imbatte in un giovane sconsolato pittore in cerca dell'ispirazione che non trova, folgorato però dalla sua apparizione le strappa un sorriso immortalandolo in un magnifico ritratto. Esposto in una galleria cittadina, una nobildonna riconoscerà nel viso ritratto la propria bambina rapitale dagli zingari. Accompagnata con l'automobile sul luogo dell'incontro dal pittore, la nobildonna si presenta alla ragazza intenzionata a riprenderla con sé, offrendo del denaro come risarcimento al vagabondo che sdegnosamente, però rifiuterà, benedicendo la ragazza e affidandola al pittore consapevole dei sentimenti affettuosi dei due giovani. L'automobile si allontana lasciando uno sconfortato e triste Charlot che prova a darsi una bella scrollata per scuotersi e approntarsi ad affrontare nuovamente le avversità della giornata, ma la tristezza lo vince abbandonandosi al pianto.
Ma ecco l'automobile invertire la marcia e tornare dal vagabondo: la ragazza vuole che egli la segua e con decisione se lo trascina a bordo del veicolo.
Diversi sono i finali attribuiti al film. Il film finiva con Charlot affranto per la partenza della ragazza, poi fu aggiunto il finale attuale, ma si narra di un altro finale in cui Charlot, disperato dopo la partenza di lei, si getta in un canale colmo d'acqua e sia tratto in salvo da una donna di passaggio, ma una volta avuto modo di vedere le fattezze della sua salvatrice si getterebbe nuovamente nel canale scegliendo il destino meno tragico.

## Distribuzione
Fu proiettato la prima volta il 10 luglio 1916.

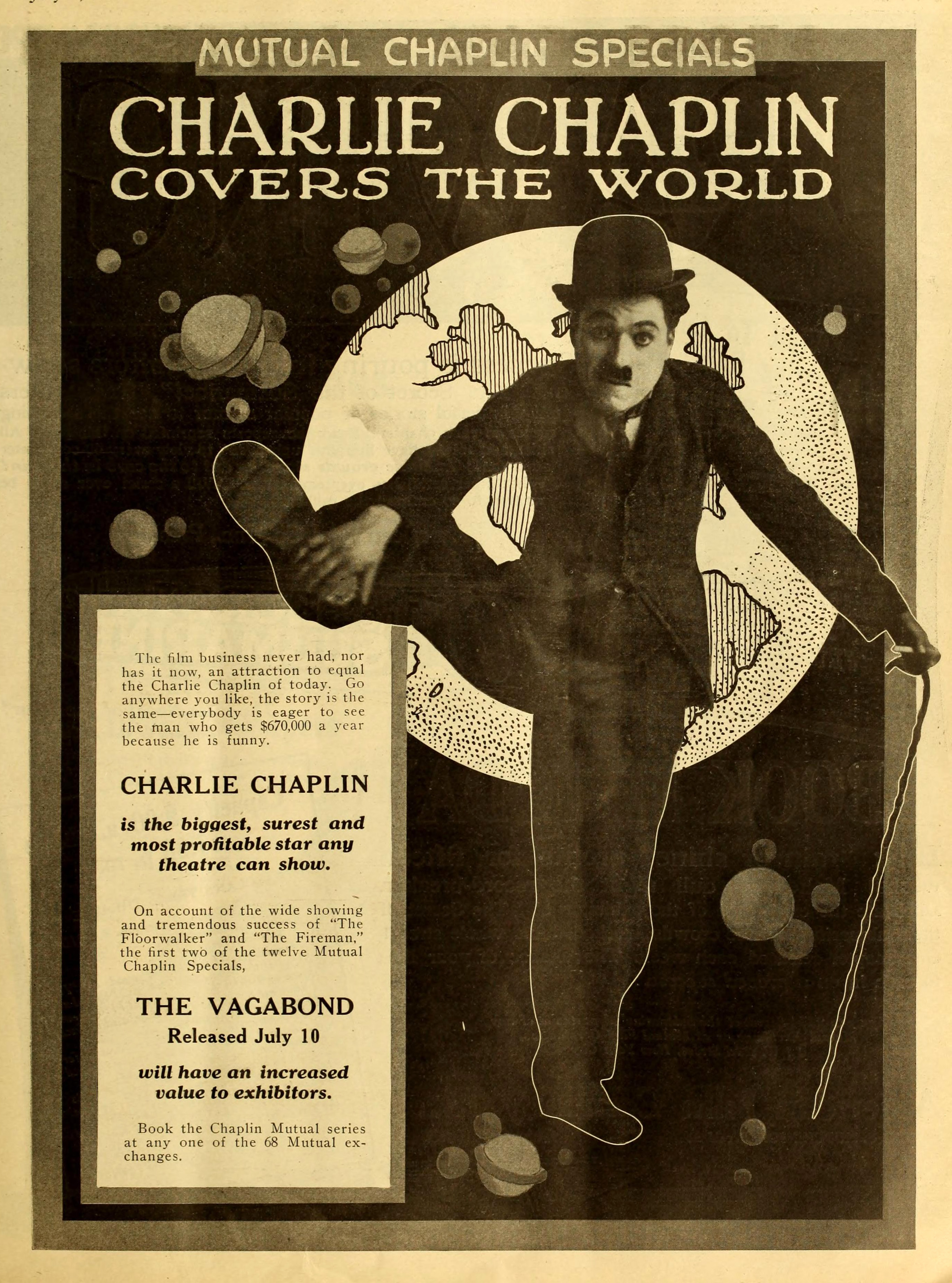
Pubblicità